# Slovníkové heslo
Slovníkové heslo je základní informační jednotkou slovníku. Forma hesla se liší slovník od slovníku, může jít o odstavec u tištěných slovníků a nebo podstránku u elektronických. Struktura je členěna podle druhu obsažených informací. Každý slovník si přitom definuje vlastní. Ta je pak společná všem jeho heslům. Součástí mohou být také různé zkratky definované pro daný slovník, které umožňují zeštíhlit text a tím i výslednou tištěnou publikaci.